# Псевдодуга
Псевдодуга — простейший пример континуума {\displaystyle K},
который наследственно несжимаем, то есть любой подконтинуум {\displaystyle K} не может быть представлен как объединение двух собственных подконтинуумов.

## Построение
Непрерывное отображение {\displaystyle f\colon [a,b]\to [c,d]} из отрезка на отрезок называется  {\displaystyle \varepsilon }-скрюченным если для любых значений {\displaystyle t_{1}<t_{2}} в  интервале {\displaystyle [a,b]} найдутся значения {\displaystyle t_{1}<t_{2}'<t_{1}'<t_{2}} такие, что
{\displaystyle |f(t_{1})-f(t_{1}')|<\varepsilon } и {\displaystyle |f(t_{2})-f(t_{2}')|<\varepsilon }.
Псевдодугу можно построить как проективный предел последовательности  {\displaystyle \varepsilon _{n}}-скрюченных отображений {\displaystyle f_{n}\colon [0,1]\to [0,1]} для подходящей последовательности {\displaystyle \varepsilon _{n}} достаточно быстро сходящейся к нулю.

## Связанные определения
- Континуум называется змеевидным, если для любого его покрытия найдётся конечное вписанное покрытие {\displaystyle {U_{i}}}, {\displaystyle i\in \{1,2,\dots ,n\}} такое, что {\displaystyle U_{i}\cap U_{j}\not =\varnothing } тогда и только тогда, когда {\displaystyle |i-j|\leq 1}.

## Свойства
- Псевдодуга вкладывается в евклидову плоскость.
- Никакие две точки псевдодуги не могут быть соединены путём,
  - В частности, псевдодуга не содержит жордановых дуг
- Существует область {\displaystyle \Omega } в евклидовой плоскости гомеоморфная диску такая, что каждый нетривиальный собственный подконинуум {\displaystyle \partial \Omega } гомеоморфен псевдодуге.
- Любой нетривиальный подконтинуум псевдодуги гомеоморфен псевдодуге.
- В пространстве всех подконтинуумов куба {\displaystyle [0,1]^{n}}, {\displaystyle n>1} с метрикой Хаусдорфа псевдодуги образуют плотное G-дельта-множество.[1]
- Псевдодуга является единственным с точностью до гомеоморфизма змеевидным наследственно несжимаем континуумом.

## История
Первый пример несжимаемого континуума был построен Брауэром в 1910 году.
Вопрос о существовании наследственно несжимаемого континуума был поставлен Куратовским и Кнастером. 
Вскоре пример был построен Кнастером.